# Åke Häger
Åke Simon Häger, född 5 juli 1897 i Mårdaklevs församling, Älvsborgs län, död 9 mars  1968 i Lysekil, Göteborgs och Bohus län,var en svensk gymnast.
Häger blev olympisk guldmedaljör 1920.